# Росас, Хувентино
Хувентино Росас (Хосе Хувентино Поликарпо Росас Каденас; 25 января 1868, Санта-Крус-де-Галеано, Гуанахуато, Мексика — 9 июля 1894, Сурхидеро де Батабано, Куба) — мексиканский композитор, скрипач и руководитель оркестра.

## Биография
Росас родился в бедной семье в Санта-Крус-де-Галеано, Гуанахуато (впоследствии переименован в Хувентино-Росас). В юности он занимался всем, что только могло быть связано с музыкой, от работы звонарем до уличной игры на скрипке, делая музыку ради заработка, начиная с 7 лет. Он использовал любые возможности совершенствования в музыкальном творчестве, включая создание вальса в обмен на пару ботинок.
Он переехал в Мехико и скоро стал известным музыкантом и композитором. В 12 лет он играл на скрипке в одном из самых популярных эстрадных оркестров города. В юные годы он работал, сопровождая известную певицу Анджелу Пералта. Хотя он дважды поступал в Национальную консерваторию и недолго учился там, он был главным образом самоучкой.
Росас поступил в симфонический оркестр и духовой оркестр, которые совершали международные турне.
В 1893 году он возглавлял группу на Всемирной колумбовой выставке-ярмарке в Чикаго.
Росас умер на Кубе в городе Сурхидеро-де-Батабано. Пятнадцать лет спустя, в 1909 году, его останки были возвращены в Мексику.

## Вальс «Над волнами»
Самая известная работа Росаса «Sobre las Olas», или вальс «Над волнами». Впервые это произведение было опубликовано Росасом в 1884 году, когда он был в Новом Орлеане с популярной мексиканской группой на Всемирной хлопковой ярмарке. Позже произошло переиздание в Мексике и Европе в 1888 году и 1891 году; эти более поздние годы иногда ошибочно даются как первый год издания произведения. Оно остается популярным как классический вальс, а также нашло свой путь в новоорлеанский джаз и музыку тиджано.
В Соединенных Штатах «Над волнами» ассоциируется с ярмарками и воздушными гимнастами, поскольку это была одна из мелодий, доступных для популярной линии органов Верлицера, игравших на ярмарках. Музыка вальса «Над волнами» использовалась для мелодии «Самая прекрасная ночь года», которая была спета Энн Блит в фильме MGM «Великий Карузо». Вальс благодаря публикации клавира стал широко известен и в России, он звучал в первой постановке чеховского «Вишневого сада».